# ضجيج طائرات
الضوضاء يمكن تعريفها على أنها: «أصوات غير متجانسة، تتجاوز شدتها المعدل الطبيعي المسموح به للأذن، فهي أصوات غير مرغوب فيها نظراً لزيادة حدتها وشدتها وخروجها على المألوف من الأصوات الطبيعية التي اعتاد الناس سماعها».
ضجيج الطائرات هو تلوث ضوضائي تنتجه الطائرات أو مكوناتها، أثناء مراحل الرحلة المختلفة: على الأرض حين تكون متوقفة مثل وحدات الطاقة المساعدة.

## آلية إنتاج الصوت
الصوت صورة من صور الطاقة الحركية ينجم عن اهتزاز الأجسام المصدرة للصوت ينتشر الصوت خلال الماء أو الهواء أو الأجسام الصلبة على شكل موجات صوتية طولية في جميع الاتجاهات.عند وصول الموجات الصوتية إلى أذن الإنسان يقوم صيوان الأذن بتجميعها وتركيزها خلال القناة السمعية لتصل إلى غشاء الطبلة الذي يتأثر بها ويهتز اهتزازات مماثلة (بنفس التردد) تنتقل بواسطة عظيمات الأذن الوسطى التي تقوم بتضخيم هذه الاهتزازات ونقلها عبر غشاء الكوة البيضية إلى الأذن الداخلية محدثة في سائل الليمف الخارجي اهتزازات مماثلة وقوية. تسري بواسطة هذا السائل إلى القوقعة فتؤدي إلى اهتزاز جدارها وبالتالي اهتزاز الليمف الداخلي حيث توجد الشعيرات وانحنائها. فيتم تنبيه الخلايا الحسية الشعرية فتتولد فيها نبضات عصبية معينة تسرى منها إلى الألياف العصبية السمعية وتنقل عبر العصب السمعي إلى مركز السمع في المخ.

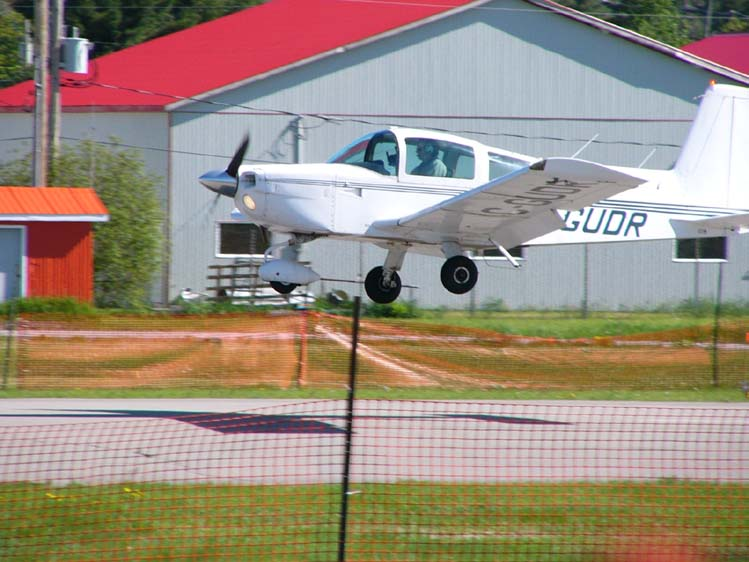
طائرة صغيرة من الطيران العام تحدث ضوضاء موضعية.

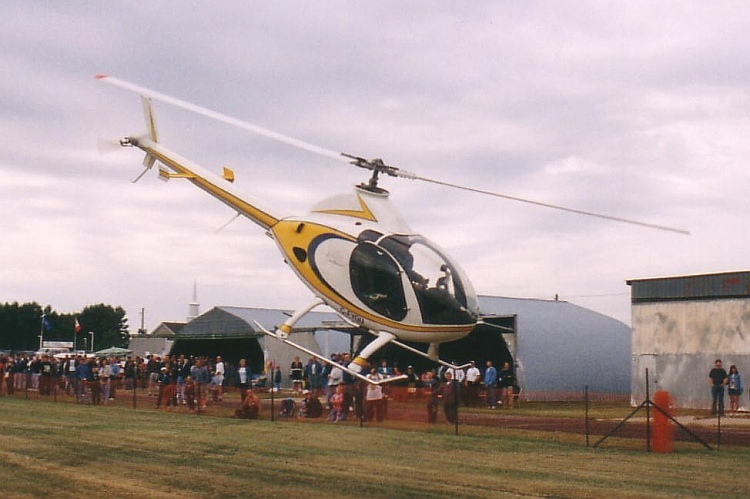
طائرة مروحية تحدث ضوضاء هوائية جراء الدواران الرئيسي للذيل.

طائرة تتحرك بما في ذلك المحرك النفاث أو مروحة (الطائرات) تتسب في خلخلة ضغط الهواء، وتنتج حركة جزيئات الهواء. هذه الحركة تنتشر عن طريق الهواء. إذا كانت موجات الضغط قوية بما فيه الكفاية وداخل مسموعة طيف التردد، يتم إنتاج ضجة كبيرة في السمع. أنواع الطائرات المختلفة لديها مستويات ضوضاء مختلفة الترددات. موجات الضغط الضوضائية تنبع من ثلاثة مصادر رئيسية هي:
- ضوضاء الديناميكية الهوائية
- ضوضاءالمحرك والضوضاء الميكانيكية الأخرى
- ضوضاء أنظمة الطائرات

## تأثير ضوضاء الطائرات على الإنسان
هناك نتائج مترتبة على مستوى صحة الإنسان نتيجة ارتفاع نسبة التعرض لمستوى الضوضاء. إذا كانت الضوضاء في مكان العمل مرتفعة أو أي مكان آخر يمكن أن يسبب ضعف السمع، ارتفاع ضغط الدم، مرض القلب الاقفاري، الانزعاج، اضطراب النوم، وانخفض مستوى الأداء المدرسي. وعلى الرغم من نحو فقدان السمع يحدث بشكل طبيعي مع التقدم في السن في العديد من الدول المتقدمة تأثير الضجيج يكفي لإضعاف السمع على مدى العمر. يمكن تخلق مستويات الضجيج المرتفعة التوتر، وزيادة معدلات الحوادث في أماكن العمل، وتحفيز السلوك العدواني والسلوكيات اللاإجتماعية الأخرى.

### الدراسات الألمانية للآثار البيئية
أظهرت دراسة ألمانية حديثة أن تعرض المرء لضوضاء الطائرات أثناء ساعات الليل قد يكون له آثار خطيرة على المصابين بأمراض قلبية.
وتدعم هذه النتيجة دراسة سابقة أجريت عام 2013 وأظهرت أن ضجيج الطائرات يؤدي لإتلاف الأوعية الدموية.
وأجرى مستشفى جامعة ماينز هذه الدراسة على ستين مريضا ممن اعتادوا على التمتع بنوم هادئ في سكون الليل، إذ قام العلماء بمحاكاة ضوضاء الطائرات باستخدام معدات في منازل هؤلاء المرضى ينبعث منها ضوضاء هائلة.
وعلى مدى ليلة وحيدة جرى محاكاة ستين رحلة جوية بمعدل ضوضاء بلغ 46 ديسيبل في المتوسط، وهو ما يناظر معدلا منخفضا من الضوضاء المنبعثة من الطائرات.
لكن الدراسة لم تقدم أي معلومات بشأن الأشخاص المعتادين بالفعل على الضوضاء، لأنها استبعدت المرضى الذين يقطنون بالفعل بالقرب من المطارات والطرق وخطوط السكة الحديدية.
وأوضح المشرف على الدراسة فرانك شميدت أن مرضى الشريان التاجي عرضة لمخاطر أكبر بكثير من الضوضاء، وأنها أدت إلى تدهور حالة الأوعية الدموية حتى بالرغم من تناول المرضى أدوية لمنع حدوث هذا التدهور.
ويأتي هذا البحث الجديد بعد دراسة أجريت في عام 2013 وأظهرت أن ضجيج الطائرات يؤدي لإتلاف الأوعية الدموية، مما يقود لزيادة خطر الإصابة بارتفاع ضغط الدم والأزمة القلبية والسكتات الدماغية.

### نصائح إدارة الطيران الاتحادية (FAA)
تقول إدارة الطيران الاتحادية أن أقصى معدل مستوى للضوضاء 65 ديسيبل & nbsp؛ يتعرض له بالليل والنهار يتعارض مع المجتمعات السكنية.